# ヒルダ・ルイス
ヒルダ・ウィニフレッド・ルイス（英語:Hilda Winifred Lewis、1896年 - 1974年2月）は、イギリスロンドン出身の児童文学作家。

## 経歴
元々は教師として働いていたが1920年代にノッティンガムに移り、執筆活動を始めた。日本では岩波書店（岩波少年文庫）から刊行されている石井桃子訳、北欧神話やタイムトラベルをモチーフとした『とぶ船 上・下（The Ship that Flew）』で知られているが、1972年に著された『I am Mary Tudor）』のように歴史小説の著書も多い。
夫はノッティンガム大学の聴覚に関する教授を務めていたマイケル・ルイスである。

## 主な著作
- 1939年：『とぶ船（The Ship that Flew）』 - 『とぶ船 上・下』（石井桃子訳、岩波書店）
- 1946年：『The Day is Ours』
- 1956年：『The Witch and the Priest』
- 1957年：『Penny Lace』
- 1959年：『Wife to Great Buckingham』
- 1972年：『I am Mary Tudor』
- 『Wife to the Bastard』
- 『Harold was My King』
- 『en:The Gentle Falcon』
- 『Here Comes Harry』
- 『Wife to Charles II』
- 『I, Jaqueline』
- 『Harlot Queen』
- 『Rose Of England』
- 『Heart Of A Rose』